# Mike Mangold
Pour les articles homonymes, voir Mangold.
Michael Eugene Mangold, dit Mike Mangold, est un aviateur américain né le 10 octobre 1955 à Cincinnati (Ohio, États-Unis) et mort le 6 décembre 2015  à l'aéroport d'Apple Valley (Californie, États-Unis). Son surnom est Mungo.

## Biographie
Mike Mangold s'est engagé dans l'US Air Force en 1974, et a ensuite commencé une formation de pilote de chasse à l'école de l'armée de l'air américaine. Puis après avoir quitté l'armée, il est devenu pilote de ligne sur Boeing 757 et 767 au sein de la compagnie aérienne American Airlines. Il commença dans les années 1990 à faire de la haute voltige.
En 2004, Mike participe à la première édition des prestigieuses Red Bull Air Race World Series et gagne la manche d'Amérique du Nord.
Il s'est illustré en remportant par deux fois le Championnat du monde Red Bull de course aérienne en 2005 et 2007.
Il se tue accidentellement le 6 décembre 2015 lors d'un show aérien à Apple Valley; son avion a pris feu au moment du décollage avant d'exploser.

Performances de Mike Mangold lors de diverses courses aériennes du championnat du monde Red Bull.
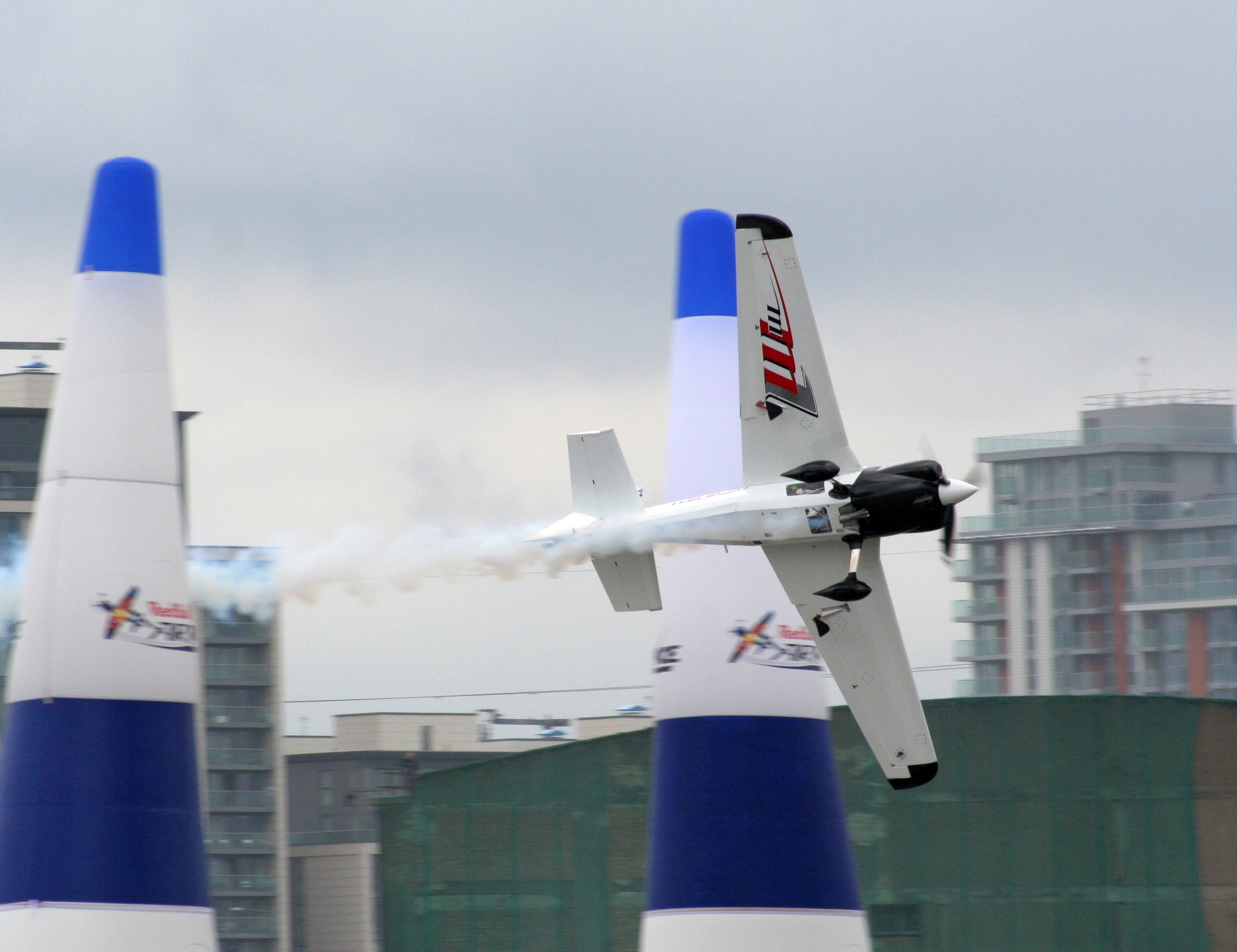
Birmingham (Royaume-Uni), le 3 août 2008.
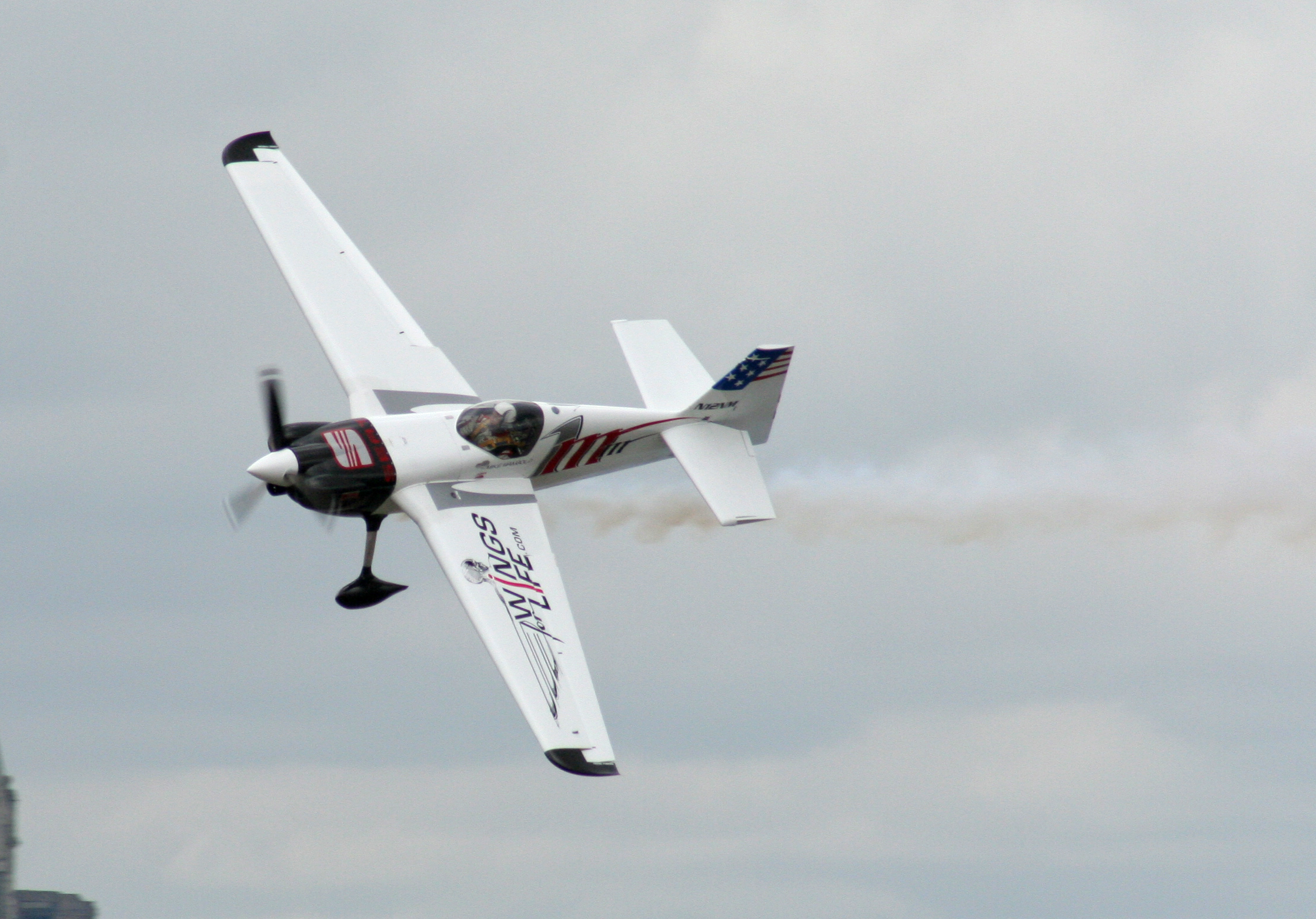
Birmingham (Royaume-Uni), le 3 août 2008.
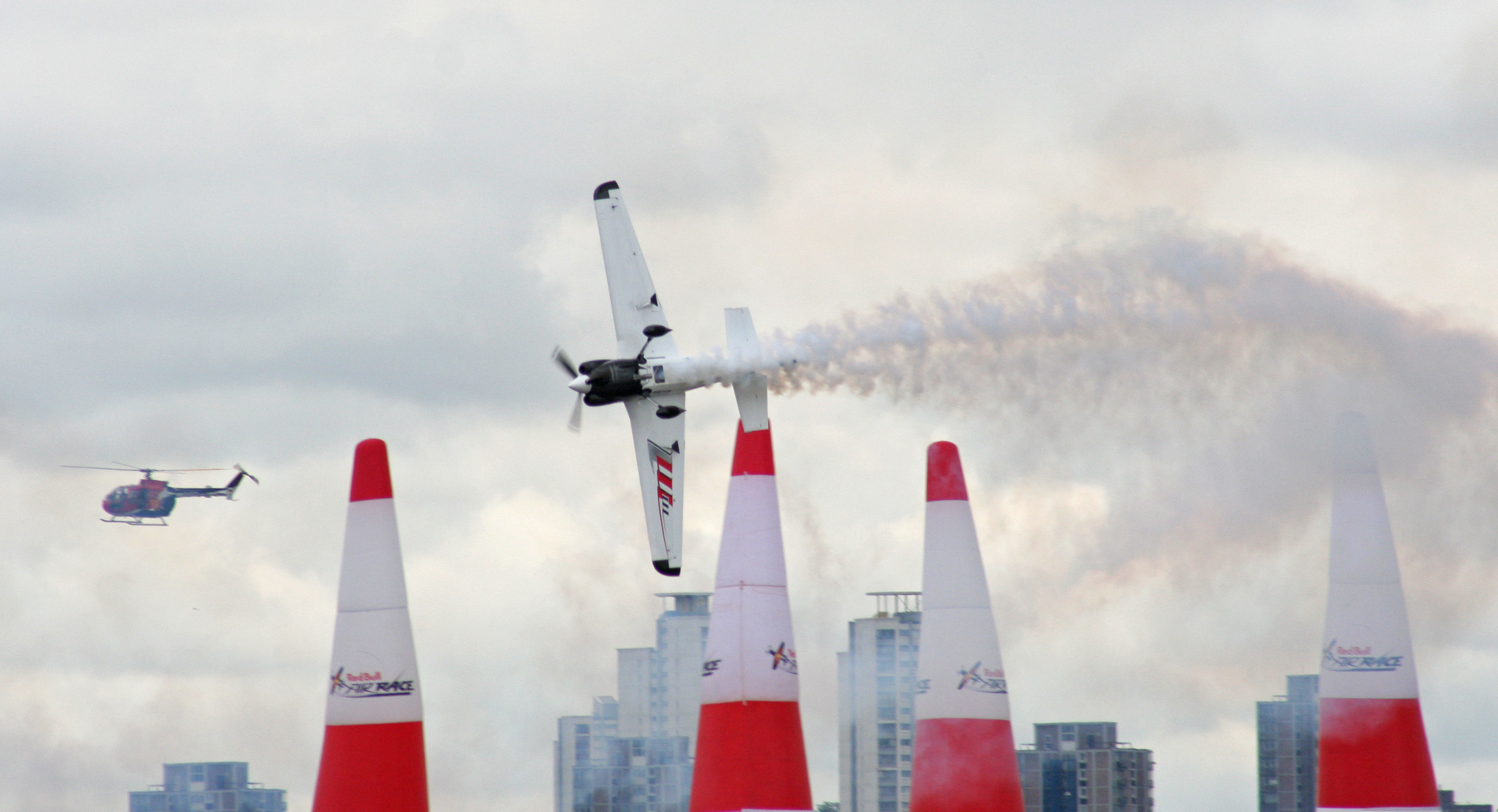
Birmingham (Royaume-Uni), le 3 août 2008.
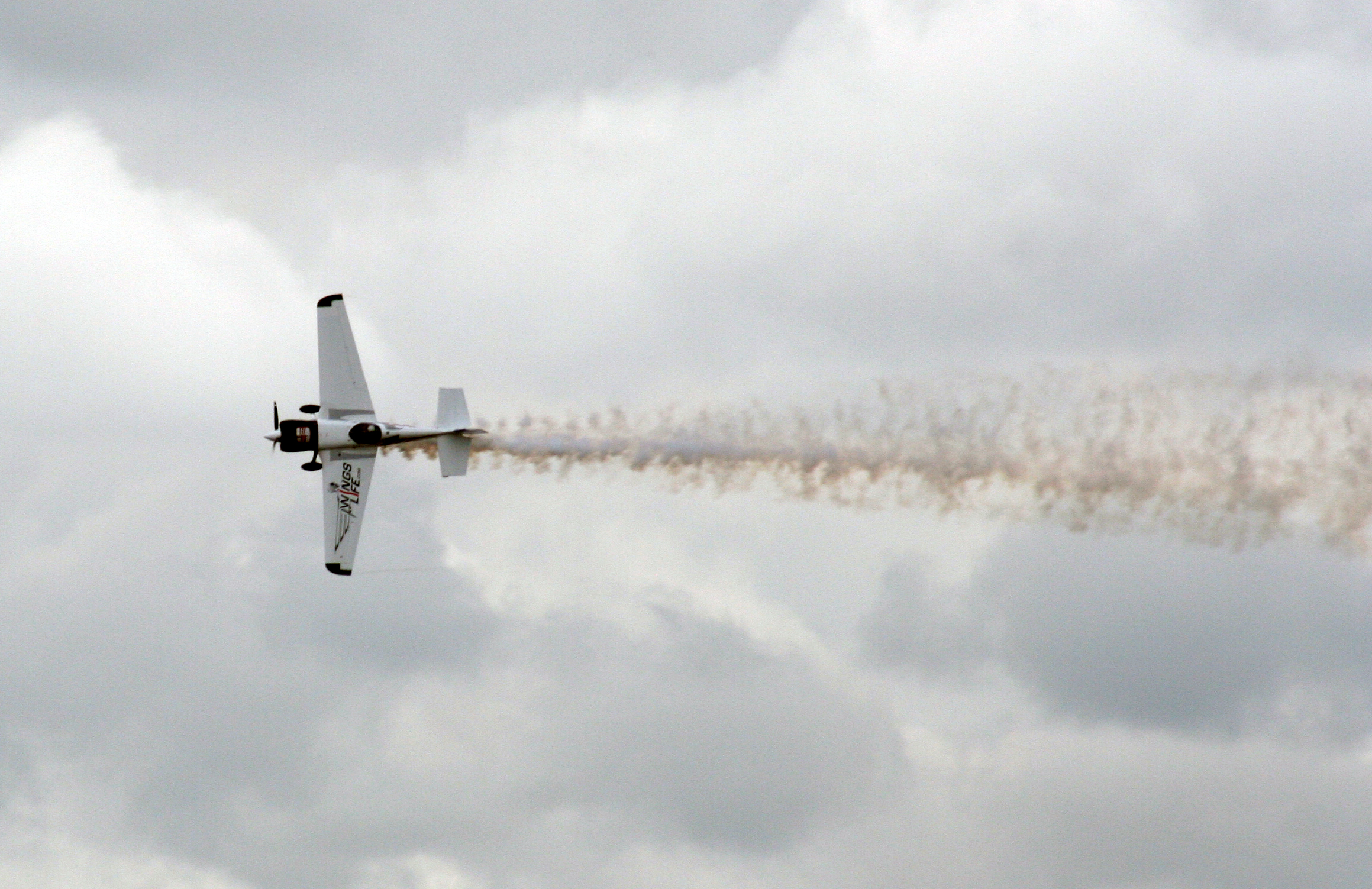
Birmingham (Royaume-Uni), le 3 août 2008.
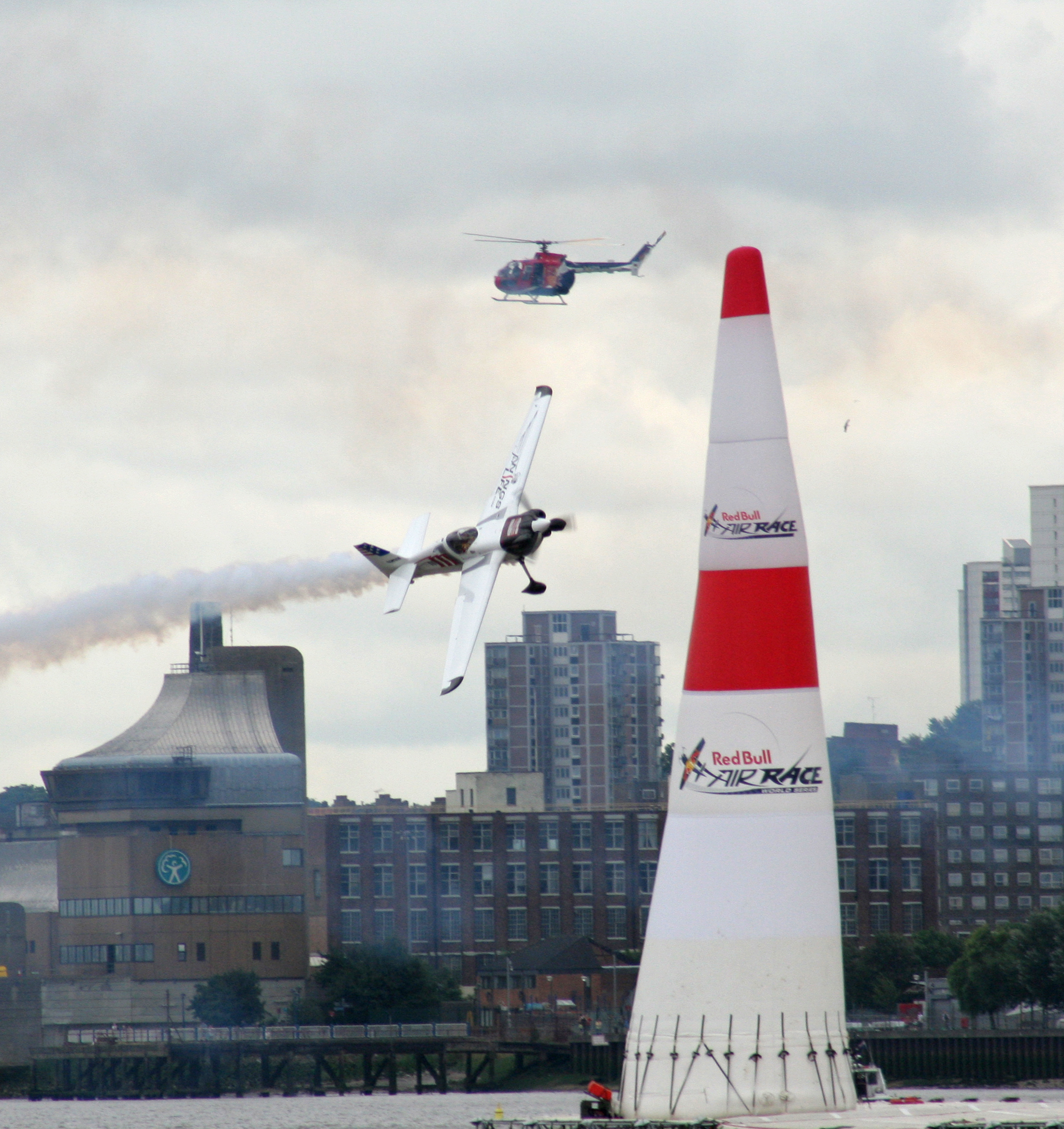
Birmingham (Royaume-Uni), le 3 août 2008.
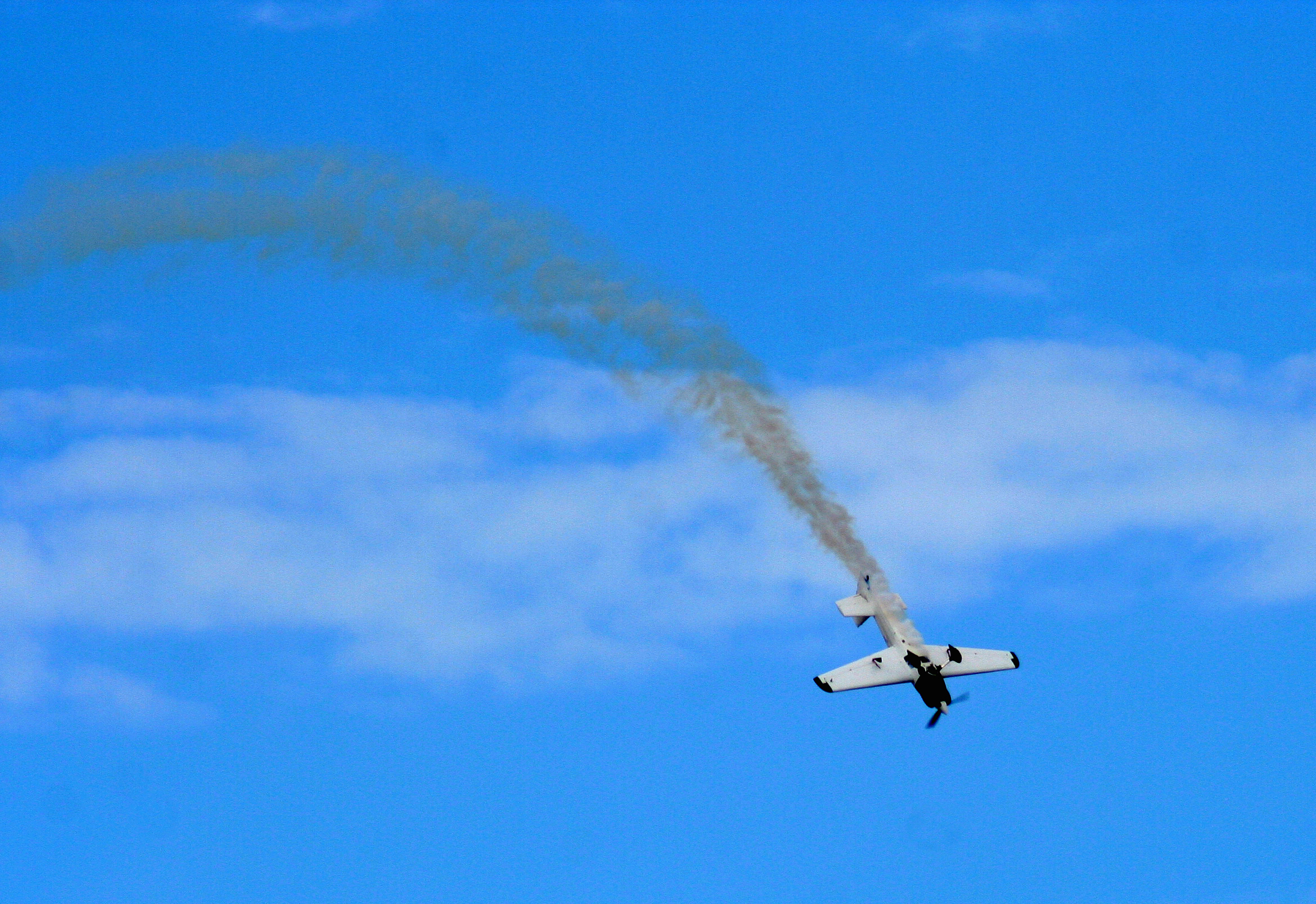
Birmingham (Royaume-Uni), le 2 août 2007.
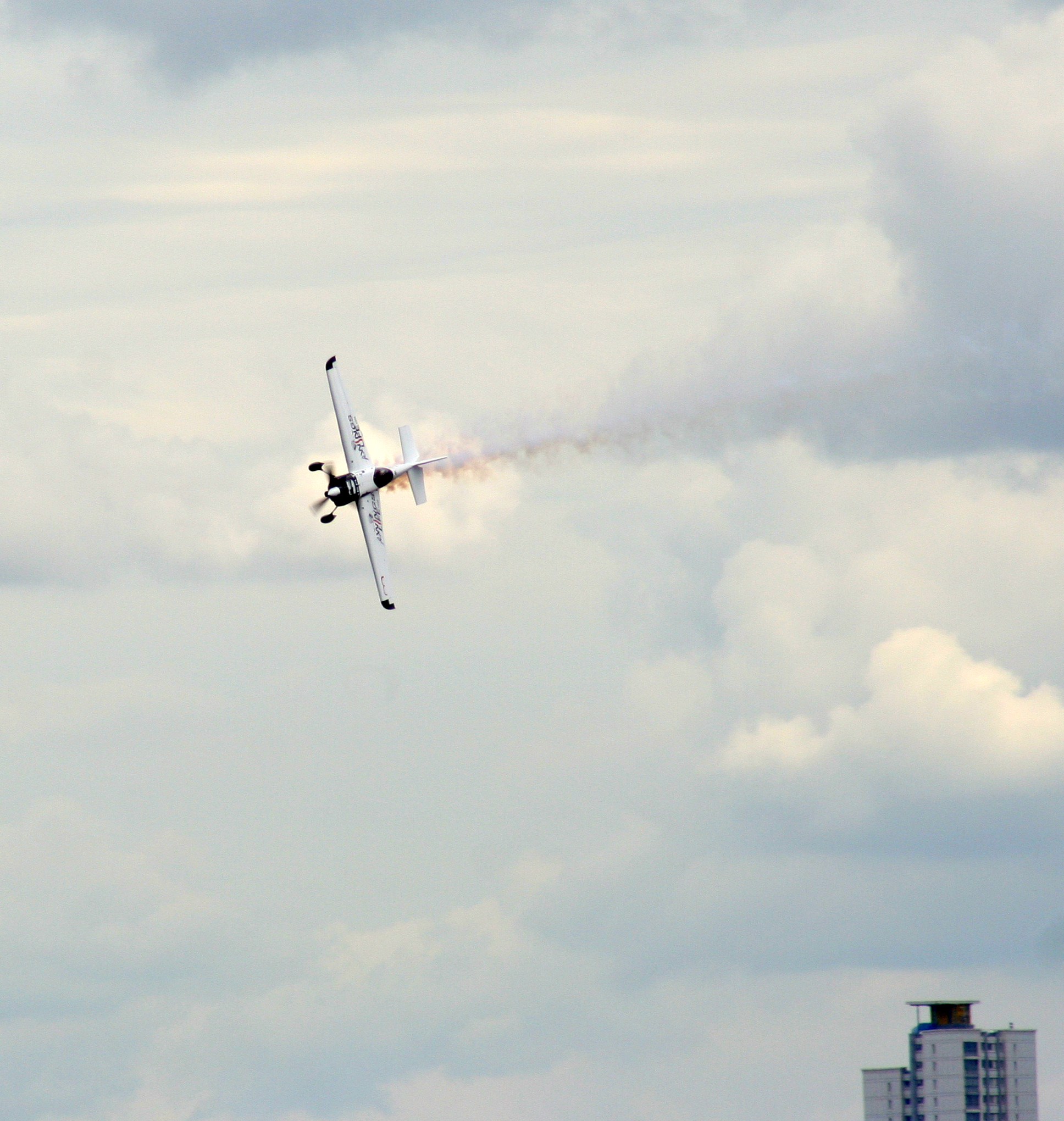
Birmingham (Royaume-Uni), le 29 juillet 2007.
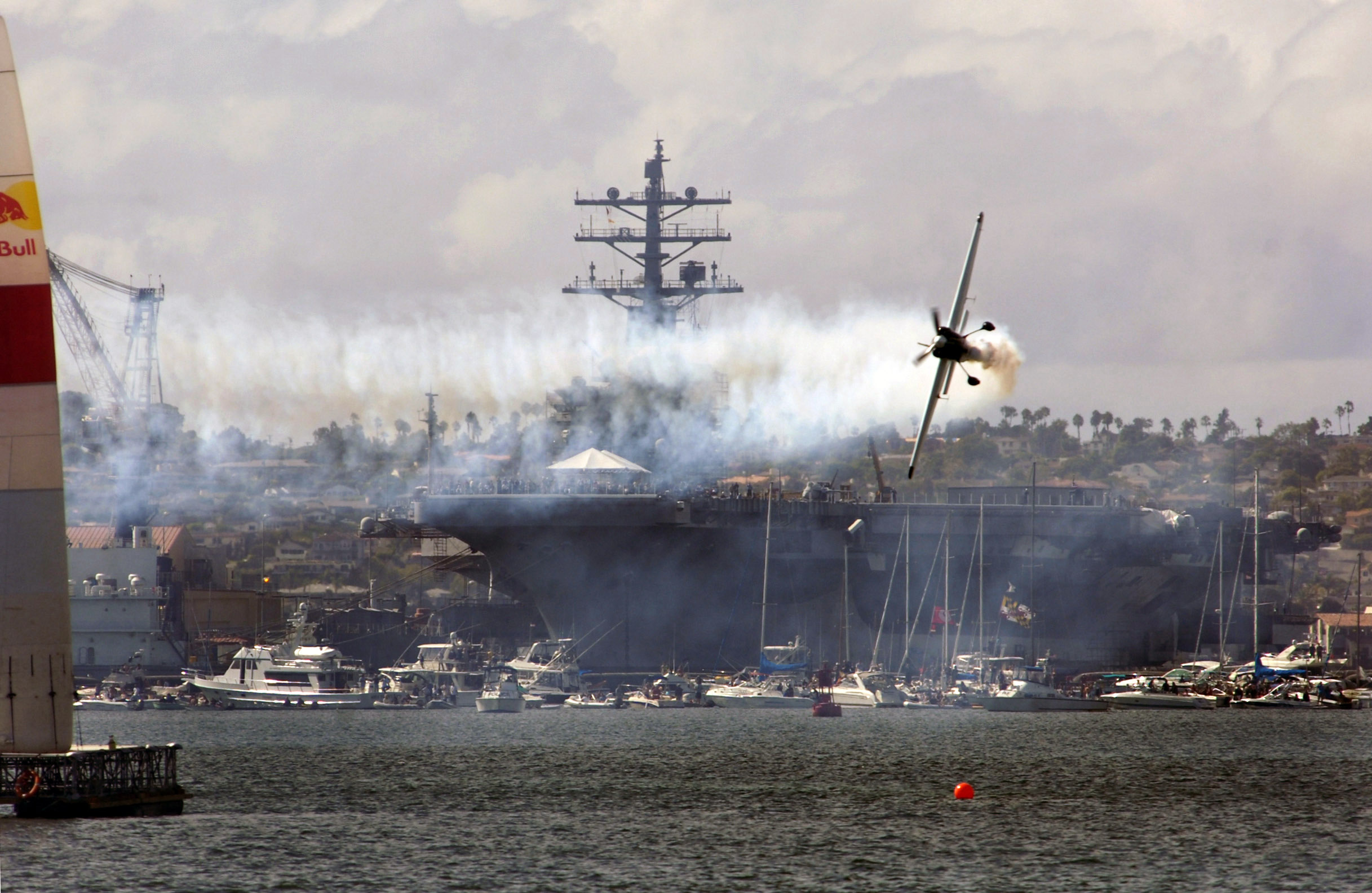
San Diego (États-Unis), le 22 septembre 2007.
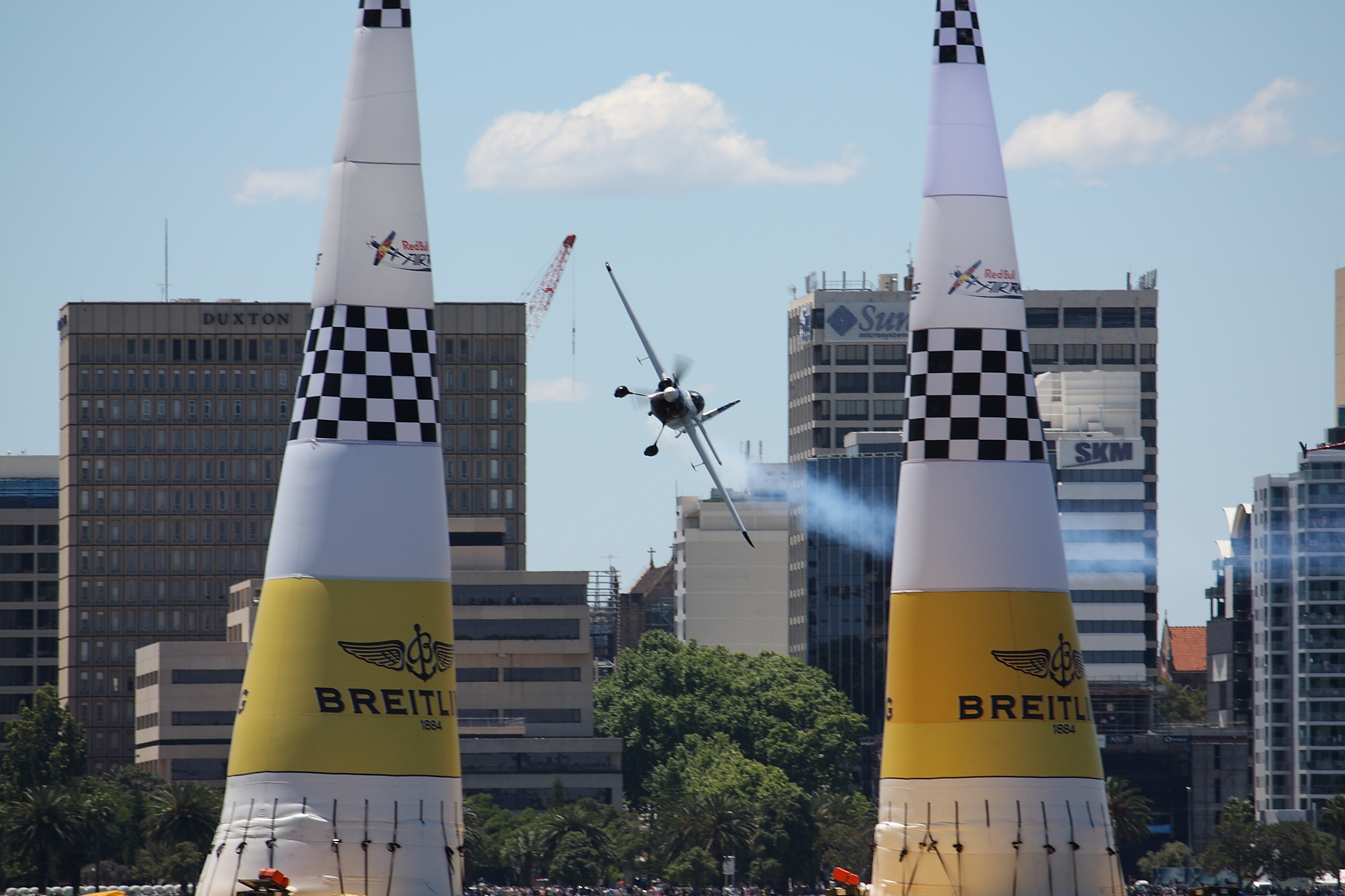
Perth (Australie), le 2 novembre 2008.
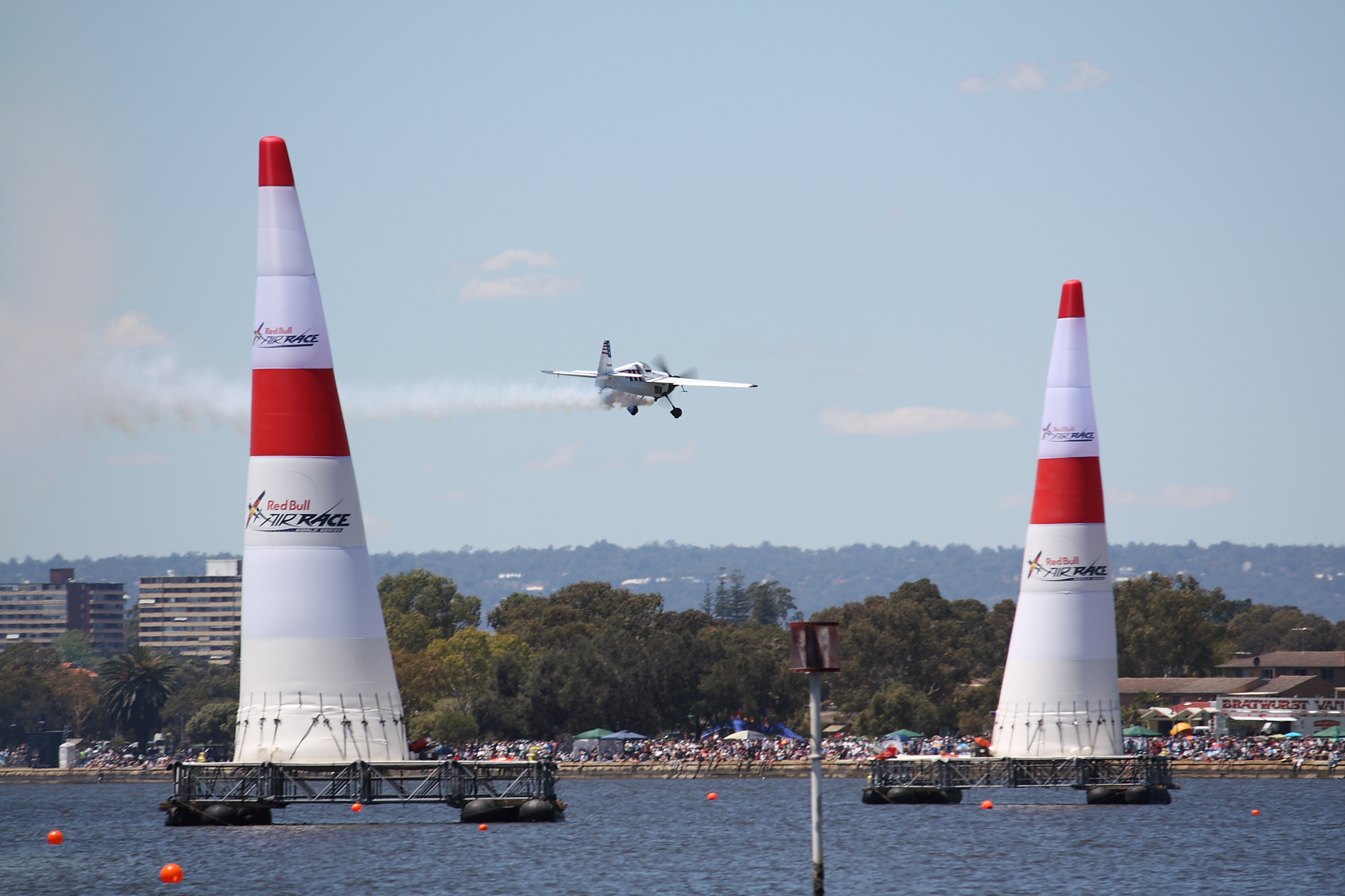
Perth (Australie), le 2 novembre 2008.
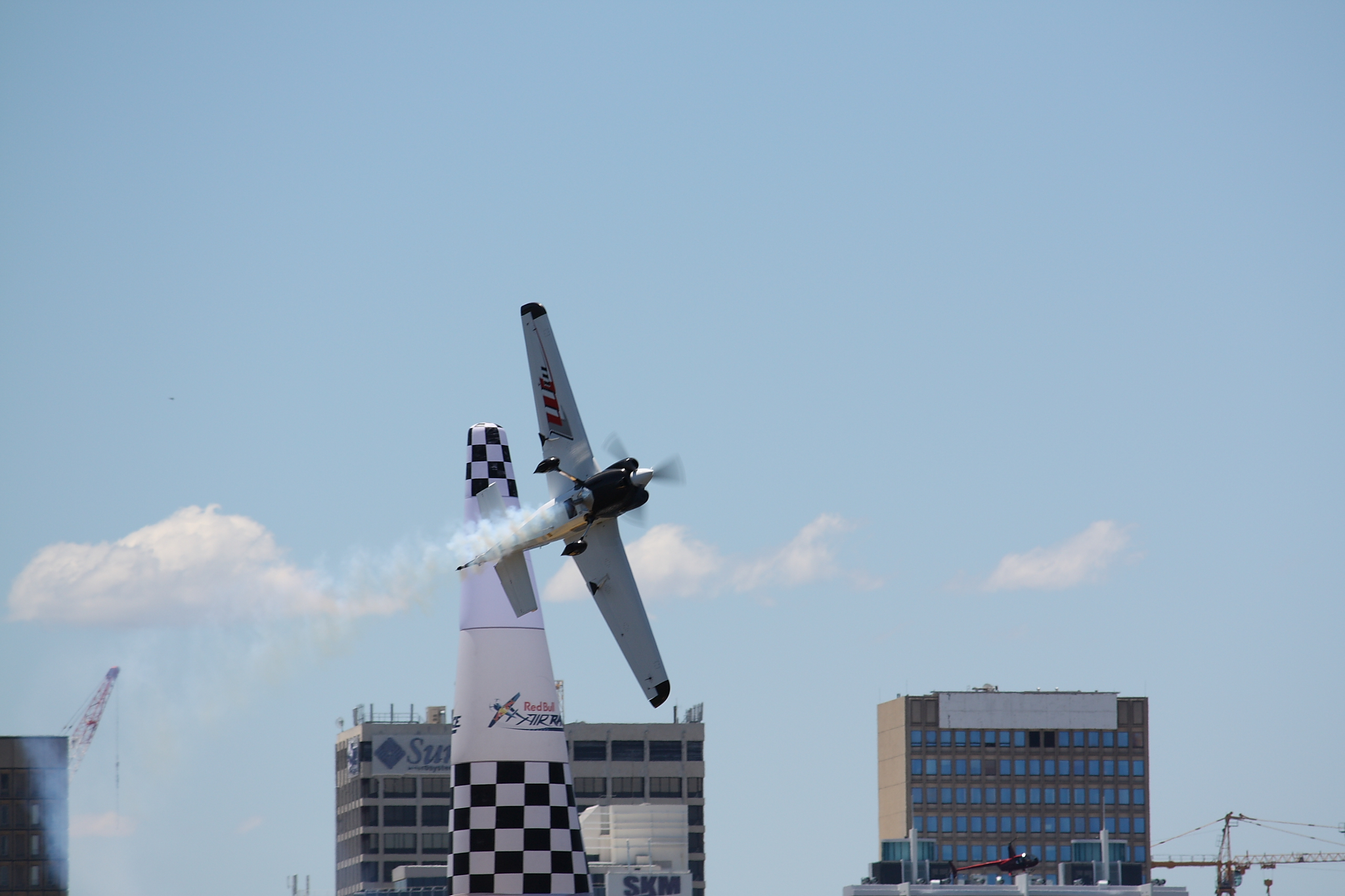
Perth (Australie), le 2 novembre 2008.